# Rudolf (Musical)
Rudolf – Affaire Mayerling ist ein Musical über das Leben des österreichischen Kronprinzen Rudolf, Sohn von Kaiser Franz Joseph I. und Kaiserin Elisabeth von Österreich-Ungarn.
Die Melodien stammen von Frank Wildhorn, die Texte schrieb Jack Murphy nach einer Idee von Phoebe Hwang. Die Arrangements besorgte Koen Schoots, die Orchestrierung stammt von Kim Scharnberg. Ergänzende Texte stammen von Nan Knighton. Einzelne Motive folgen dem Buch Ein letzter Walzer von Frederic Morton.

## Produktionsgeschichte
Die Uraufführung fand am 26. Mai 2006 im Operett Színház in Budapest unter dem Namen Rudolf – the last kiss (dt. Rudolf – Der letzte Kuss) statt. Für die ungarischen Texte sorgten Gergely Zöldi, Miklós Gábor Kerényi und Szilárd Somogyi. Die gleiche Produktion lief im Sommer 2006 bei den ungarischen Freilichtspielen Szegedi Szabadtéri Játékok. Die Premiere dort war am 28. Juli 2006.
Die deutschsprachige Erstaufführung fand am 26. Februar 2009 im Raimund Theater in Wien unter dem Titel Rudolf – Affaire Mayerling statt.

## Hintergrund
Die Originalrechte des Stückes liegen bei den Vereinigten Bühnen Wien. Das Stück wurde noch unter Rudolf Klausnitzer in Auftrag gegeben. Ziel war es, den Schwerpunkt der VBW auch in Zukunft bei den Eigenproduktionen zu setzen. Das Erfolgskonzept eines Stücks über die Geschichte einer tragischen österreichischen Figur, kombiniert mit moderner Musik und Tanz, das schon in der Musicalproduktion Elisabeth das Publikum bewegt hatte, sollte hier fortgeführt werden.

## Inhalt

### I. Akt
In ihren Gemächern in der Wiener Hofburg bereiten sich Kronprinz Rudolf und seine Gemahlin Kronprinzessin Stephanie, deren Verhältnis zueinander sehr gespannt ist, auf die Einweihung des neuen Hof-Burgtheaters, zu Ehren des vierzigsten Jahrestages der Regentschaft seiner Majestät Kaiser Franz Joseph, vor (Hofburg, Oktober 1888).

Während die Ehrengäste die Wunder des Fortschritts preisen, der es möglich macht, dass das Burgtheater im Glanz des neuen elektrischen Lichtes erstrahlt, macht das einfache Volk, von den hinteren Reihen aus, seiner Wut und Verzweiflung lautstark Luft. Auf der Gala trifft Rudolf unter anderen auch auf Ministerpräsident Eduard Graf Taaffe, den engsten Vertrauten des Kaisers. Als erzkonservativer Traditionalist ist er einer der stärksten Rivalen des liberal gesinnten Kronprinzen. Ihre Begrüßung fällt zwar höflich- aber auch entsprechend kühl und distanziert aus (Hofburgtheater: Vorhang auf 1).

Die Operette, die anlässlich der Eröffnung gezeigt wird, wird durch ein Arbeitermädchen unterbrochen, das auf die Bühne stürmt und sich vor den Augen des entsetzten Publikums erschießt (Hofburgtheater: Vorhang auf 2 (Enthält kurze Operetten-Version von „Wiener Schmäh“)). Außer Rudolf und Graf Taaffe, der bereits die Beseitigung dieser „Unannehmlichkeit“ angeordnet hat, läuft auch eine junge Frau zu der Toten, Mary Baroness Vetsera. Auf des Prinzen bestürzte Frage „Warum nur?“, antwortet sie: „Manchmal ist es besser, sofort zu sterben, als jeden Tag ein bisschen.“ (Prolog: Wie jeder and're Mann)
Am nächsten Morgen in der Hofburg erregt sich der Kaiser über diese Störung seiner Jubiläumsfeierlichkeiten, beinahe noch mehr aber über die oppositionellen Zeitungsartikel eines geheimnisvollen Journalisten namens Julius Felix, dessen „liberale Torheiten“ er auch an seinem Sohn zu erkennen glaubt (Kabinettsaal). Rudolf versucht, ihm seine Ideen und Vorschläge für eine moderne Monarchie verständlich zu machen, doch sein Vater will von Veränderungen nichts hören (Du will nicht zuhör’n).

Nicht nur die Krone beschäftigt sich mit Julius Felix. Mary Vetsera verschlingt seine Artikel geradezu und sieht in ihm einen Seelenverwandten, während ihre Tante, Gräfin Larisch versucht, sie zu einer Vermählung mit dem Herzog von Braganza zu überreden, um die finanzielle Sicherheit der Familie zu gewährleisten (Wiener Schmäh). Zudem gibt sie ihr einige „wertvolle Tipps“ wie man einem Mann gehörig den Kopf verdrehen kann und führt sie in eine Boutique um sie auch gleich passend aus zu staffieren (Ein hübscher Krieg). Mary sehnt sich nach einem Seelenverwandten (Marys Lied).

Kurz darauf findet in der Hofburg ein Ball zu Ehren des neuen deutschen Kaisers, Wilhelm II. statt (Der Ball). Auf diesem treffen Rudolf und Mary erneut aufeinander. Trotz anfänglicher Reserviertheit tanzen sie miteinander und letztendlich ist Mary überrascht und angetan, als sich herausstellt, dass auch der Kronprinz die Artikel von Julius Felix kennt- und sogar auswendig zitieren kann.
Später am Abend führt Rudolf seinen Cousin Edward, Prince of Wales, und Wilhelm II. in den Salon Apokalypse, wo man sich „privateren Vergnügungen“ hingibt (Salon Apokalypse). Während die beiden sich glänzend mit den hübschen Damen amüsieren, wirkt Rudolf desinteressiert und abwesend. Er ist in Gedanken bei Mary, welche in Gedanken bei ihm ist (So viel mehr).
Inzwischen ist aber auch Ministerpräsident Graf Taaffe nicht untätig geblieben. Er hat Moriz Szeps, den Herausgeber jener Zeitung, in der die Julius Felix-Artikel erscheinen, in sein Büro zitiert und gibt ihm nun den „guten Rat“, künftig auf den Druck solcher Texte zu verzichten (Taaffes Büro / Die strahlende Zukunft). Als Unterstreichung dieser Aufforderung findet Szeps seine Redaktion bei seiner Rückkehr völlig verwüstet vor (Redaktion Wiener Tagblatt).

Während er noch zusammen mit dem ungarischen Grafen Andrássy, dem französischen Politiker Clemenceau und dem Anwalt Vogelsang zwischen den Trümmern steht, stoßen der Kronprinz und der Prince of Wales zu ihnen. Gemeinsam planen sie, Europa ein neues politisches Angesicht zu geben und in einem Dokument ein neues Bündnis ohne Preußen zu besiegeln. Rudolf zögert aber und hält, trotz inständigen Zuredens seiner „Mitverschwörer“, vorerst seine Unterschrift zurück ((Es ist) Zeit zu handeln / Wohin führt mein Weg?). Kurz nachdem alle, bis auf Rudolf, gegangen sind, erscheint Mary, die eine Annonce aufgeben möchte, in der sie Julius Felix um ein persönliches Treffen bittet. Ihr Wunsch wird ihr postwendend erfüllt, als sich Rudolf zu seinem Alter Ego bekennt. Sie gehen zusammen Eislaufen (Eislaufverein (Tralala) / In dem Moment, als ich dich sah)
Einige Tage später muss Rudolf mitanhören wie Kaiser Franz Joseph und Graf Taaffe über die Erneuerung des Bündnisses mit Preußen diskutieren. Außerdem äußert der Ministerpräsident den Verdacht, dass der Kronprinz und Julius Felix ident sein könnten (Konferenzzimmer).

Als Rudolf und Mary sich wieder sehen, will er sie vor den Gefahren warnen, die auch ihr drohen würden, sollte man seinen heimlichen politischen Machenschaften auf die Schliche kommen. Ehe er aber dazu kommt, ermutigt sie ihn, seinen Kurs weiter zu verfolgen und sagt ihm, dass sie ihm beistehen wird, was auch passieren möge (Prater - Vertrau in Uns).

### II. Akt
Rudolf wird von schrecklichen Albträumen geplagt. Er sieht Ministerpräsident Graf Taaffe wie er den Kaiser und die gesamte Bürokratie manipuliert und als die eigentliche Macht hinter der Krone jeden, der seinen Einfluss gefährden könnte, als „Rebellen“ hinrichten lässt. Als auch Mary gehängt wird, schreckt er laut ihren Namen schreiend hoch (Die Fäden in der Hand).

Mary wacht, ebenfalls erschrocken, auf und beruhigt Rudolf. Während Mary sich ankleidet, da die Sonne bereits aufgeht, schenkt Rudolf ihr einen Ring mit der Gravur „In Liebe vereint bis in den Tod“ und hängt ihn ihr, mit dem Versprechen, sie eines Tages nach Mayerling zu bringen, wo sie ihn offen wird tragen können, an einer Goldkette um den Hals. Gerade als Mary sich von des Prinzen stürmischen Abschiedskuss lösen will, platzt Kronprinzessin Stephanie ins Schlafgemach. In der folgenden Auseinandersetzung mit Rudolf macht Stephanie mit Nachdruck ihren Standpunkt klar, dass, egal wie viele Geliebte er sich nehmen wird, sie trotzdem eines Tages an seiner Seite auf dem Thron sitzen- und irgendwann die letzte Ruhe mit ihm teilen wird (Du bleibst bei mir!).
Einige Tage später lässt der vor Wut tobende Kaiser Rudolf zu sich rufen. Dieser konfrontiert ihn mit einem Schreiben, dass der Kronprinz an den Papst gesandt hat und in dem er ihn um die Annullierung seiner Ehe mit Stephanie bittet. Als Rudolf sich den Argumenten des Kaisers gegenüber sperrt und sogar erklärt, dass er Mary heiraten- und legitime Kinder mit ihr haben möchte, droht Franz Joseph ihm unverhohlen, dass er sie und ihre ganze Familie ins Unglück stürzen würde, sollte Rudolf sich nicht fügen. Zudem verbietet ihm der Monarch sämtliche öffentlichen Auftritte (Wie jeder and're Mann).

Rudolf verzweifelt über seine Bürde, Kronprinz zu sein und sucht Vergessen im Alkohol und im Salon Apokalypse (Wiener Schmäh (Reprise) / Mein süßer Held). Dort muss er aber zu seiner größten Überraschung Mary unter den „ehrenwerten Damen“ entdecken. Sie erklärt ihm, dass sie ihm aus Liebe überallhin folgen würde, selbst in ein Etablissement wie dieses, wenn er sich denn hier wohl fühlt. Über sein Selbstmitleid sagt sie ihm, „dass es Zeit sei, nicht mehr den Prinzen zu spielen, sondern ein Prinz zu sein.“ (Mut zur Tat)

Mit neuem Mut erfüllt, betritt Rudolf die Ehrentribüne, auf der Graf Taaffe eben die Eröffnungsrede anlässlich der Industriellen Ausstellung halten wollte, und schwingt sich zu einer feurigen Ansprache auf. Seine Rede von Frieden, Fortschritt und Wandel wird mit begeistertem Enthusiasmus aufgenommen (Der Weg in die Zukunft). Unter den Zuhörern befindet sich auch Gräfin Larisch, die sich große Sorgen um den jungen Prinzen macht (Die Liebe lenkt).
Währenddessen trifft Mary in der Wiener Augustinerkirche auf Stephanie. Sie reden vorerst offen, doch angespannt. Stephanie erzählt Mary, wie es ist, mit Rudolf zu leben und wie er ist. Sie warnt Mary vor der Beziehung mit Rudolf und sagt, dass sie vor den Konsequenzen ihres Handelns nicht wird flüchten können (Augustinerkirche).
Graf Taaffe ist über den belebenden Einfluss Marys auf Rudolf ganz und gar nicht begeistert. Er lässt sie in sein pompöses Büro holen (Die Fuchsfalle) und bietet ihr eine großzügige Summe und ein Anwesen fernab von Wien für sie und ihre Familie, wenn sie sich künftig vom Kronprinzen fernhält. Als sie sein Angebot ausschlägt beginnt er offen zu drohen, doch auf Mary macht dies keinen Eindruck. Sie behauptet sich gegen den Ministerpräsidenten und betont einmal mehr, dass sie Rudolf überallhin folgen wird (Wenn das Schicksal dich ereilt).
Rudolf hat Gräfin Larisch inzwischen einen Brief für Mary überreicht, in dem er sie bittet fort zu gehen, da er im Begriff ist, Dinge zu tun, die für ihn und auch für sie lebensgefährlich werden könnten (So viel mehr (Reprise)).
Die Ereignisse spitzen sich zu: Rudolf hat das neue Abkommen unterschrieben und übergibt es, in einer roten Kassette verwahrt, dem Anwalt Vogelsang. Dieser aber bringt den Bündnisvertrag direkt zu Ministerpräsident Graf Taaffe, welcher ihn seinerseits direkt an den Kaiser weiterreicht (Zeit zu Handeln (Reprise)).

Der erschütterte Kaiser bestellt Rudolf zu sich. Als er eintritt und die rote Kassette erblickt, in der der Kaiser eben die „neue Verfassung für Europa“ verbrennt, muss er erkennen, dass er verraten wurde. Franz Joseph sagt sich von Rudolf als Thronfolger los und befiehlt ihm, sich noch am selben Abend in preußischer Uniform in der Deutschen Botschaft einzufinden. Nachdem der Kaiser sich zurückgezogen hat, übergibt Graf Taaffe Rudolf mit einer zynischen Bemerkung Marys Abschiedsbrief, dem auch der Ring beigelegt ist.
Rudolf stürzt in der Hoffnung zum Bahnhof, Mary zu erreichen, ehe der Zug abfährt, doch er kommt zu spät. Plötzlich tritt sie aber aus dem Dampf der Lokomotive hervor. Gemeinsam begeben sie sich nach Mayerling. Im Schlafgemach steckt Rudolf Mary den Ring an den Finger und gemeinsam löschen sie die Kerzen (Du bist meine Welt / Vertrau in uns (Reprise)).

In der Stille und Dunkelheit fallen zwei Schüsse.

## Premieren
- Ungarn: Budapest, 26. Mai 2006, unter dem Titel Rudolf – Affaire Mayerling
- Österreich: 26. Februar 2009 in Wien unter dem Titel Rudolf – der letzte Kuss
- Deutschland: 7. Mai 2026 in Füssen, unter dem Titel Rudolf – der letzte Kuss
Im Juni 2025 wurde bekannt, dass das Musical unter dem Titel Rudolf – der letzte Kuss erstmals nach Deutschland kommt. Die Premiere soll am 7. Mai 2026 im Festspielhaus Neuschwanstein in Füssen stattfinden.[1]

## Besetzung
| Premierenbesetzung in Budapest (26. Mai 2006) | Premierenbesetzung in Budapest (26. Mai 2006) |
| --------------------------------------------- | --------------------------------------------- |
| Kronprinz Rudolf                              | Attila Dolhai / Árpád Zsolt Mészáros          |
| Mary Baroness Vetsera                         | Bernardett Vágó / Zsuzsi Vágó                 |
| Eduard Graf Taaffe                            | Tamás Földes / Zsolt Homonnay                 |
| Kaiser Franz Joseph                           | Attila Németh / Csaba Jantyik                 |
| Marie Gräfin Larisch                          | Kata Janza / Anna Peller                      |
| Kronprinzessin Stephanie                      | Lilla Polyák / Veronika Nádasi                |

| Premierenbesetzung in Wien (26. Februar 2009) | Premierenbesetzung in Wien (26. Februar 2009) |
| --------------------------------------------- | --------------------------------------------- |
| Kronprinz Rudolf                              | Drew Sarich                                   |
| Mary Baroness Vetsera                         | Lisa Antoni                                   |
| Eduard Graf Taaffe                            | Uwe Kröger                                    |
| Kaiser Franz Joseph                           | Claus Dam                                     |
| Marie Gräfin Larisch                          | Carin Filipčić                                |
| Kronprinzessin Stephanie                      | Wietske van Tongeren                          |
| Moriz Szeps                                   | Kai Peterson                                  |
| Edward, Prince of Wales                       | Dennis Kozeluh                                |
| Graf Gyula Andrássy                           | Robert D. Marx                                |
| Georges Clemenceau                            | Sasha Di Capri                                |
| Kaiser Wilhelm II.                            | Martin Pasching                               |
| Mizzi, eine von Rudolfs Geliebten             | Kathleen Bauer                                |

## Songs
| I. Akt 1. Prolog (Prologue) 2. Vorhang auf (Curtain Up) Ensemble/Franz Joseph/Rudolf/Taaffe 3. Wie jeder andre Mann (An Ordinary Man) Rudolf 4. Du willst nicht hören (The Men Who We’ve Became) Rudolf/Franz-Joseph 5. Wiener Schmäh (Viennese Specialties) Ensemble 6. Ein hübscher Krieg (Pretty Little War) Larisch/Mary/alle Damen 7. Marys Lied (Mary’s Theme) Mary 8. Der Ball (The Ball) Alle 9. So viel mehr (Something More) Rudolf/Mary 10. Die strahlende Zukunft (Blue Skies) Taaffe 11. Zeit zu handeln (Finish What You Started) Szeps/Vogelsang/Andrássy/Clemenceau/Prince of Wales 12. Wohin führt mein Weg? (How Will I Know?) Rudolf 13. Tralala (Tralala – Ice Skating Song) Alle 14. In dem Moment als ich Dich sah (The Moment I Saw You) Rudolf/Mary 15. Vertrau in uns (Only Love) Mary | II. Akt 1. Die Fäden in der Hand (The Master of The Strings) Taaffe/Ensemble 2. Du bleibst bei mir (It Will Be Me) Stephanie 3. Wie jeder andre Mann (An Ordinary Man) Rudolf 4. Wiener Schmäh - Reprise & Mein süßer Held (Viennese Specialties - Reprise & New Boy In Town) Ensemble 5. Mut zur Tat (Measure Of A Man) Rudolf 6. Der Weg in die Zukunft (The Steps Of Tomorrow) Rudolf/Ensemble 7. Die Liebe lenkt (Only Heroes Dare) Larisch 8. Wenn das Schicksal Dich ereilt (The Writing’s On The Wall) Taaffe/Mary 9. Kann ich gehen? (Can I Say Goodbye?) Mary 10. Zeit zu handeln – Reprise (Finish What You Started - Reprise) Szeps/Andrássy/Clemenceau/Prince of Wales 11. Ich schütz den Staat (Maintain The State) Franz Joseph 12. Du bist meine Welt (I Was Born To Love You) Rudolf/Mary 13. Vertrau in uns - Reprise (Only Love - Reprise) Rudolf/Mary |

## Sonstiges
- Zuerst wurde eine unveröffentlichte Demoaufnahme des Musicals von Rob Evan, Brandi Burkhardt und Michael Shawn Lewis in englischer Sprache aufgenommen
- Drei Songs wurden bereits auf einem ungarischen Musicalsampler veröffentlicht.
- Die Veröffentlichung eines ungarischen Cast-Albums ist vorgesehen, ein Veröffentlichungsdatum steht bislang aber noch nicht fest.
- Am 10. April 2009 wurde das deutsche Cast-Album mit Drew Sarich, Lisa Antoni und Uwe Kröger veröffentlicht.
- Am 2. Oktober wurde ein Live-Mitschnitt der Vereinigten Bühnen Wien von Rudolf – Affaire Mayerling auf DVD veröffentlicht.
- Kurze Zeit später wurde der Soundtrack zu dieser DVD als Gesamtaufnahme veröffentlicht.